# Xã Union, Quận Branch, Michigan
Xã Union (tiếng Anh: Union Township) là một xã thuộc quận Branch, tiểu bang Michigan, Hoa Kỳ. Năm 2010, dân số của xã này là 2.868 người.